# Дзвінкий ретрофлексний фрикативний
Дзвінкий ретрофлексний фрикативний — приголосний звук, що існує в деяких мовах. У Міжнародному фонетичному алфавіті записується як ⟨ʐ⟩. Твердий шиплячий приголосний, фрикатив. В українській мові цей звук передається на письмі літерою ж. Найтвердіший у ряду шиплячих африкатів /ʑ/—/ʒ/—/ʐ/.
Деякі науковці для позначення цього звуку використовують символ дзвінкого заясенного фрикатива — /ʒ/. В таких випадках, власне глухий заясенний фрикатив записують як /ʒʲ/.

## Назва
- Дзвінкий ретрофлексний фрикатив (англ. Voiced retroflex sibilant fricative)
- Дзвінкий ретрофлексний фрикатив-сибілянт (англ. Voiced retroflex sibilant fricative)
- Дзвінкий ретрофлексний фрикативний

## Властивості
Властивості дзвінкого ретрофлексного фрикативного:
- Тип фонації — дзвінка, тобто голосові зв'язки вібрують від час вимови.
- Спосіб творення — фрикативний, тобто один артикулятор наближається до іншого, утворюючи вузьку щілину, що спричиняє турбулентність.
- Спосіб творення — сибілянтний фрикативний, тобто повітря скеровується по жолобку на спинці язика за місцем творення на гострий кінець зубів, що спричиняє високочастотну турбулентність.
- Місце творення — ретрофлексне, що прототипічно означає, що кінчик язика загинається вгору до твердого піднебіння.
- Це ротовий приголосний, тобто повітря виходить крізь рот.
- Це центральний приголосний, тобто повітря проходить над центральною частиною язика, а не по боках.
- Механізм передачі повітря — егресивний легеневий, тобто під час артикуляції повітря виштовхується крізь голосовий тракт з легенів, а не з гортані, чи з рота.

## Приклади
| Мова                | Мова                | Слово    | МФА        | Значення | Примітки                                            |
| ------------------- | ------------------- | -------- | ---------- | -------- | --------------------------------------------------- |
| абхазька            | абхазька            | абжа     | [ˈabʐa]    | половина | Див. абхазька фонетика                              |
| адигейська          | адигейська          | жъы      | [ʐ̻ə]       | старий   |                                                     |
| в'єтнамська (півд.) | в'єтнамська (півд.) | rô       | [ʐow]      | діамант  | Див. в'єтнамська фонетика                           |
| італійська (діал.)  | італійська (діал.)  | caso     | [ˈkäːʐo]   | випадок  | У стандартній мові — [z]. Див. італійська фонетика  |
| китайська           | китайська           | 肉 / ròu | [ʐoʊ̯˥˩]    | м'ясо    | Інколи вимовляється як [ɻ]. Див. китайська фонетика |
| нижньолужицька      | нижньолужицька      | Łužyca   | [ˈwuʐɨt͡sa] | Лужиця   | У верхньолужицькій — [ʒ].                           |
| польська            | польська            | żona     | [ˈʐ̻ɔn̪ä]    | дружина  | Див. польська фонетика                              |
| російська           | російська           | жена     | [ʐɨ̞ˈna]    | дружина  | Див. російська фонетика                             |
| сербська            | сербська            | жут      | [ʐûːt̪]     | жовтий   | Див. сербська фонетика                              |
| словацька           | словацька           | žaba     | [ˈʐäbä]    | жаба     |                                                     |
| українська          | українська          | жаба     | [ˈʐɑbɐ]    | —        | Див. українська фонетика                            |